# Башкирская группа войск
Башкирская группа войск — военные формирования башкирских частей во время Гражданской войны в России.

## Формирование и история
Башкирская группа войск была организована по приказу председателя Революционного военного совета РСФСР Л. Д. Троцкого от 7 октября 1919 года в Петрограде на базе воинских частей, прибывших с Восточного и Южного фронтов. Командующим группой был назначен Х. Ф. Алишев, военным комиссаром — А. О. Терегулов, начальником штаба — Я. Ю. Кальметьев.
В начале в составе группы находились:
- 3-й Башкирский кавалерийский полк (360 штыков, 240 шашек);
- 3-й батальон 3-го Башкирского стрелкового полка (575 штыков);
- Башкирский отдельный артиллерийский дивизион (3 батареи).

В конце октября 1919 года в состав группы вошли 2-й батальон 3-го Башкирского стрелкового полка, с 3 ноября 1919 года — 1-й батальон того же полка. После вхождения в октябре 1919 года в состав группы башкирских частей с Южного фронта и новоприбывших частей из Башкирской АССР был обновлён её состав — вошли Башкирская отдельная кавалерийская дивизия и Башкирская отдельная стрелковая бригада.
С 17 октября 1919 года группа действовала на Западном фронте в составе 7-й армии.
Башкирская группа войск принимала участие в обороне Петрограда и в захвате городов Гатчина, Павловск, Ямбург.
9 ноября 1919 года части Башкирской группы войск были направлены на Карельский участок границы с Финляндией, а её штаб — в Петроград.
К 1 декабрю 1919 года численность группы составила 8 295 чел., а общие потери — 2 142 чел. (в основном — раненые). Командующим Башкирской группы войск являлся А. М. Ахлов.
В декабре 1919 года в Петрограде по приказу военного комиссариата Автономной Башкирской Советской Республики из его уполномоченных в башкирских частях на фронтах был образован Реввоенсовет. Председателем Реввоенсовета являлся А. М. Ахлов, а с февраля 1920 года — Ф. А. Ахмадуллин.

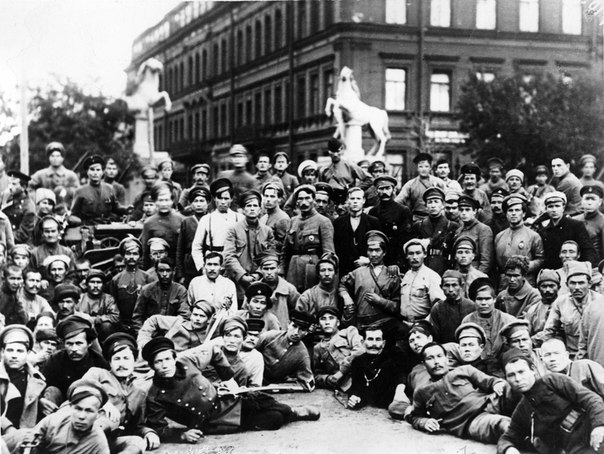
Башкирская группа войск в Петрограде.

В конце мая 1920 года Башкирская отдельная стрелковая бригада переведена на охрану государственной границы с Латвией, кавалерийские части сведены в 1-й Башкирский кавалерийский полк, который вошёл в состав Башкирской отдельной кавалерийской бригады.

## Награды
За проявленный героизм при обороне Петрограда и при разгроме армии генерала Н. Н. Юденича, 18 февраля 1920 года Башкирской группе войск вручено Красное Знамя от Петроградского Совета рабочих и красноармейских депутатов. Ныне это Почётное Знамя хранится в Национальном музее Республики Башкортостан.
Орденом Красного Знамени РСФСР награждены начальник Башкирской группы войск Х. А. Алишев, начальник штаба Отдельной Башкирской стрелковой бригады З. Х. Гареев, комиссар Отдельной Башкирской стрелковой бригады Г. Г. Ибрагимов, боец сводного Башкирского полка Г. Тухватуллин и другие.
От имени ВЦИК РСФСР были награждены именной саблей заместитель наркома по военным делам Башкирской республики А. Г. Ишмурзин, седлом — комиссар Отдельной Башкирской кавалерийской дивизии Н. Т. Тагиров. 

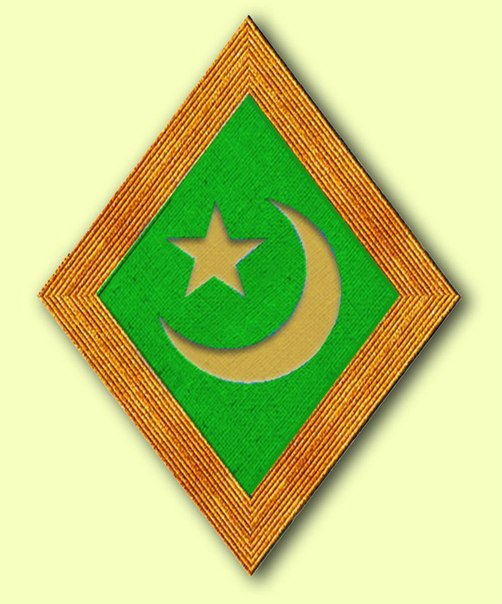

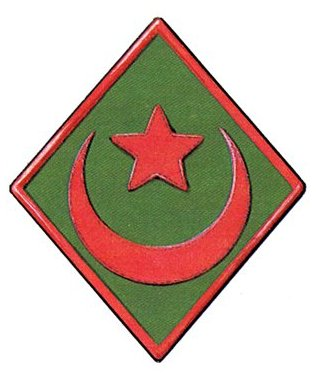

## Знаки отличия
Отличительным знаком личного состава Башкирской группы войск являлся нарукавный знак. Представлял собой ромб зелёного цвета, окантованный золотым шнуром. В середине ромба помещены шитые золотом полумесяц и звезда. Кроме этого существовали другие вариации нарукавной нашивки: красная звезда и полумесяц без ромба (на гимнастёрке), зелёный ромб с красной окантовкой.